# Jeanne de Navarre (1326-1387)
Pour les articles homonymes, voir Jeanne de Navarre.
Jeanne de Navarre, ou Jeanne d'Évreux, née vers 1326 et morte le 3 juillet 1387 à l'abbaye royale de Longchamp, est une nonne franciscaine navarraise, fille des souverains Philippe III et Jeanne II de Navarre.

## Biographie
Jeanne de Navarre est la fille aînée de Philippe III et de Jeanne II de Navarre. Elle voit le jour vers 1326, alors que ses parents ne sont que comte et comtesse d'Évreux. À l'avènement de ses parents sur le trône navarrais le 1er avril 1328, elle devient l'héritière présomptive de la couronne, ce qui rend sa main très attractive. Dès 1329, le couple royal de Navarre entreprend des négociations avec Alphonse IV d'Aragon, afin de marier Jeanne au futur Pierre IV d'Aragon. Ce choix souligne l'intention de Philippe III de Navarre d'établir des relations étroites avec ses voisins de la péninsule ibérique, mais vise peut-être aussi à empêcher Alphonse IV d'Aragon de s'allier avec Édouard III d'Angleterre, rival de leur allié Philippe VI de Valois, dans le contexte de la montée des tensions entre la France et l'Angleterre qui aboutira moins d'une décennie plus tard à l'éclatement de la guerre de Cent Ans. Les négociations de mariage entre les royaumes d'Aragon et de Navarre durent plusieurs années, pendant lesquelles Jeanne perd sa place d'héritière présomptive en faveur de son frère Charles, né le 10 octobre 1332. La possibilité que la jeune fille hérite de la couronne navarraise est tout de même prise en compte lors de la conclusion des fiançailles en avril 1333, alors que Jeanne a environ sept ans.
Le mariage de Jeanne de Navarre et de Pierre IV d'Aragon n'aura toutefois jamais lieu. Il n'est pas impossible que la princesse navarraise ait eu une maladie ou un défaut physique notoire qui ait rendu la main de sa sœur cadette Marie plus attractive. De façon à rendre ce mariage possible, Jeanne est persuadée par ses parents de renoncer à ses droits à la succession après son frère Charles en faveur de sa sœur Marie et d'entrer dans la prestigieuse abbaye royale de Longchamp en France. En compensation, elle reçoit une rente annuelle de 1 000 livres tournois prélevée sur les revenus de la seigneurie de Mantes, qui appartient à son père. Après l'établissement du contrat de mariage de Pierre IV d'Aragon et de Marie de Navarre le 6 janvier 1336, l'entrée de Jeanne chez les franciscains se fait au mois de mai 1337. La renonciation subite de Jeanne à ses droits au trône et sa prise de voile ont conduit les historiens à la confondre avec sa sœur cadette Jeanne, future épouse de Jean Ier de Rohan. À son avènement sur le trône le 6 octobre 1349, Charles II de Navarre accorde à sa sœur aînée un revenu additionnel de 100 livres tournois. Jeanne de Navarre meurt à un âge avancé à l'abbaye de Longchamp le 3 juillet 1387,, quelques mois après son frère Charles et son ancien fiancé.